# Resolució 1157 del Consell de Seguretat de les Nacions Unides
La Resolució 1157 del Consell de Seguretat de les Nacions Unides, adoptada per unanimitat el 20 de març de 1998 després de reafirmar la resolució 696 (1991) i totes les resolucions posteriors sobre Angola, el Consell va augmentar el nombre de policies civils monitors fins a 83 persones per ajudar tant al Govern d'Angola com a UNITA a resoldre problemes en el procés de pau i reduir el component militar de la Missió d'Observadors de les Nacions Unides a Angola (MONUA).
El preàmbul de la resolució va lamentar el fracàs d'UNITA de completar les seves tasques en virtut del Protocol de Lusaka i va assenyalar les declaracions d'UNITA sobre la desmilitarització completa de les seves forces i del Govern d'Unitat i Reconciliació Nacional (GURN) legalitzant la UNITA com a partit polític.
El Consell de Seguretat va exigir que el GURN i, en particular, UNITA compleixin incondicionalment les tasques pendents en virtut de les resolucions dels Acordos de Paz, protocol de Lusaka i consell de seguretat i acabin els seus retards. Es va recordar a tots els països que continuessin observant les restriccions imposades en la Resolució 1127 (1997) del Consell de Seguretat de les Nacions Unides (1997) i denunciar les violacions al Comitè establert a la Resolució 864 del Consell de Seguretat de les Nacions Unides (1993). Va aprovar la recomanació del secretari general Kofi Annan de reduir el component militar de MONUA abans del 30 d'abril de 1998, deixant-hi només una companyia d'infanteria, unitat d'helicòpters i personal mèdic l'1 de juliol de 1998. Al mateix temps, el nombre d'observadors de la policia augmentarien gradualment a 83 per ajudar a la normalització de l'autoritat estatal a tot Angola i a la formació de la Policia Nacional.
La resolució va demanar al Secretari General que, a tot tardar el 17 d'abril de 1998, informés sobre la implementació del procés de pau i la terminació esperada de la presència de seguiment de MONUA i de les Nacions Unides després del 30 d'abril de 1998. Condemna enèrgicament els atacs d'UNITA a les forces pacificadores de MONUA i a les autoritats angoleses. Es va demanar informació sobre la ubicació de mines terrestres, i es va destacar l'imperi de la llei. El Consell de Seguretat va concloure afirmant que una reunió entre el president d'Angola José Eduardo dos Santos i el líder d'UNITA Jonas Savimbi podria reduir la tensió.